# Gaal
Gaal ist eine Gemeinde mit 1321 Einwohnern (Stand 1. Jänner 2024) und ein Dorf im Bezirk Murtal und Gerichtsbezirk Judenburg in der Steiermark.

## Geografie

### Geografische Lage

Südwestansicht des Ortes Bischoffeld

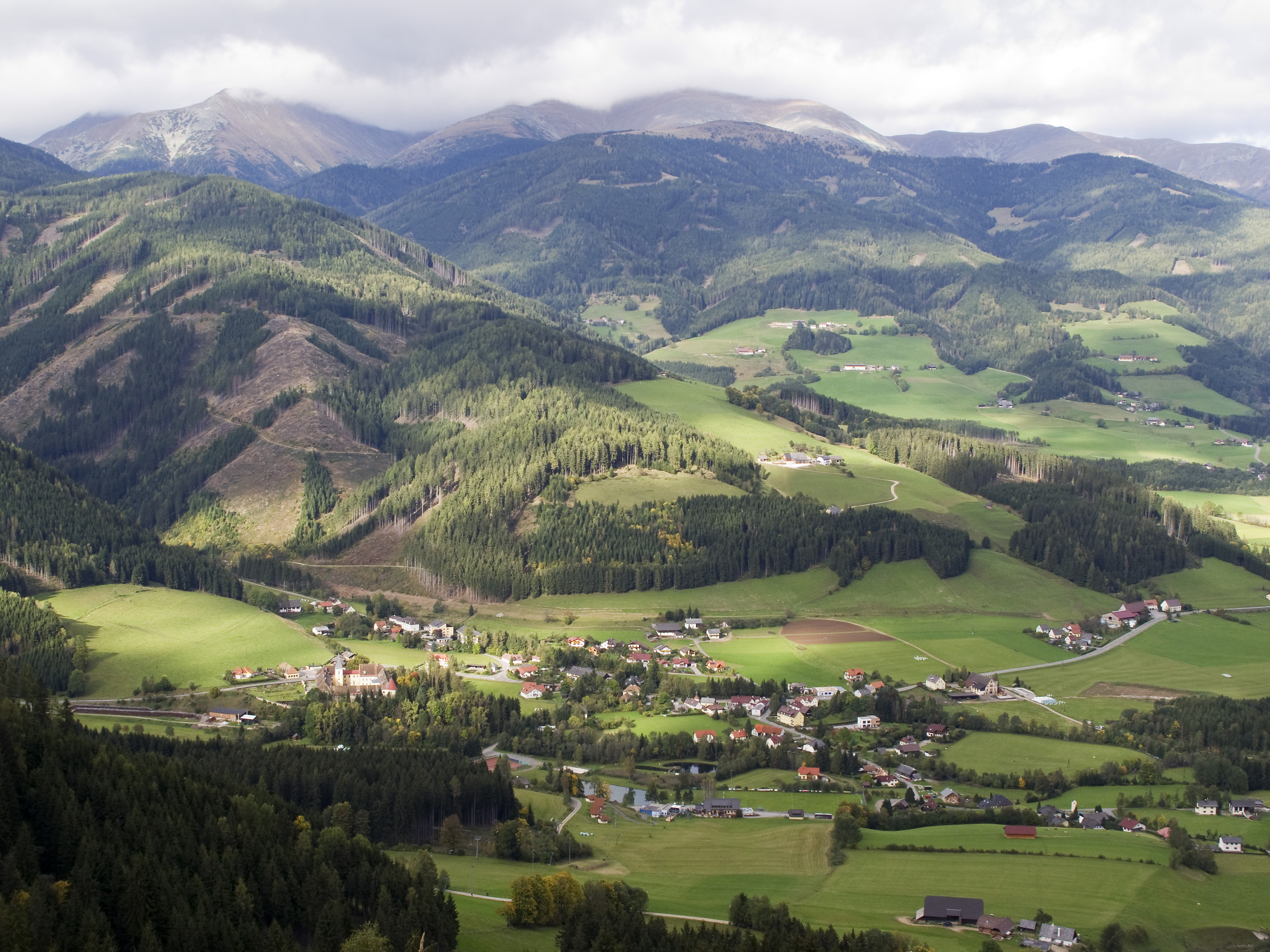
Ingering II von Süden

Gaal liegt rund 14 km nordwestlich von Knittelfeld. Die Gemeinde liegt in den Niederen Tauern. Das Gemeindegebiet, die Gaal genannt, umfasst den Gebirgsstock des Pletzen, die beiden diesen umgebenden Täler des Gaalbaches und des Ingeringbaches, sowie die Südhänge der Seckauer Alpen. Die höchsten Erhebungen sind das 2417 m hohe Geierhaupt, der 2416 m hohe Hochreichhart, der 2397 m hohe Seckauer Zinken (alle Seckauer Alpen) und der 2345 m hohe Pletzen. Der tiefste Punkt liegt bei 748 m, wo im Südosten der Ingeringbach die Gemeinde verlässt.
Seehöhen
- Bischoffeld: 855 m
- Ingering: 865 m
- Gaaldorf: 900 m
- Geierhaupt: 2417 m

### Gemeindegliederung
Die Gemeinde besteht aus vier Katastralgemeinden (Fläche Stand 31. Dezember 2023):
- Gaal (7.381,12 ha)
- Graden (1.750,96 ha)
- Ingering II (6.936,82 ha)
- Puchschachen (3.661,91 ha)

Die Gemeinde gliedert sich in sieben Ortschaften (Einwohner Stand 1. Jänner 2024):
- Bischoffeld (303)
- Gaal (125)
- Gaalgraben (108)
- Graden (248)
- Ingering II (237)
- Puchschachen (163)
- Schattenberg (137)

### Nachbargemeinden
Zwei der neun Nachbargemeinden liegen im Bezirk Leoben (LN).
| Hohentauern, Wald am Schoberpass (LN) | Mautern in Steiermark (LN)                  | Sankt Marein-Feistritz |
| Pölstal                               | Kompassrose, die auf Nachbargemeinden zeigt | Seckau                 |
| Pöls-Oberkurzheim                     | Fohnsdorf                                   | Spielberg              |

## Geschichte
Um 760 wurde in der Gegend „Ad Undrimas“  (An der Ingering) von Bischof Modestus eine Kirche zur Missionierung der dort siedelnden Slawen gegründet (ecclesia ad undrimas). Der genaue Standort dieser Missionskirche ist umstritten. Im Aichfeld waren vom 6. bis 8. Jahrhundert zahlreiche slawische Bauerndörfer entstanden, von denen die Slawen in die Graden und tief in den Gaal- und Ingeringgraben vordrangen.  Ob sie die Gegend auch besiedelten, kann nicht mehr festgestellt werden, aber sie haben Namen hinterlassen. In einer wichtigen Urkunde aus dem Jahr 1174 ist von „silua Wazerberc siue Trigowle“ die Rede. Der Name leitet sich vom altslawischen Wort „tri golva“ ab („Dreikopf“) und meint damit einen Berg mit drei Kuppen (vgl. Triglav in Slowenien). Später variieren die schriftlichen Nachweisen von Geul über Geil, Gail und Gall zu Gaal. Durch den mittelalterlichen Reimchronisten Ottokar aus der Geul (Otacher ouz der Geul) ist der heutige Ortsname über die Region hinaus bekannt geworden.
Zur Ausstattung des 1218 gegründeten Bistums Seckau gehörten unter anderem 30 Waldhuben in der Gaal. 1273 trat das Erzbistum Salzburg die Burg Wasserberg an das Bistum Seckau ab. Aus dem auf dieser Burg ansässigen Ministerialengeschlecht der Gaaler stammte auch Ottokar († 1322), der Verfasser der Steirischen Reimchronik, die in 100.000 Versen die Geschichte des Landes von 1246 bis 1309 erzählt. 1317 wurde erstmals ein Gaaler Pfarrer erwähnt, ein Jahr später auch die Kirche St. Peter.
1480 verwüsteten türkische Akıncı (Renner und Brenner) die Kirche in Gaal.
Von 1514 bis 1518 gab es kurzzeitig Silberabbau am Hochreichart.
1820 wurden bei einem Großbrand die Kirche und der Großteil des Ortes zerstört.
Im Rahmen der genauen Vermessung des Franziszeischen Katasters entstanden 1823/24 die heutigen Katastralgemeinden.
1844 gelangten die Herrschaft und Schloss Wasserberg an den Hammerherrn Maximilian Seßler, der das Schloss in die heutige Form umgestalten ließ.
Nach der Aufhebung der Grundherrschaften 1848 wurde 1849/50 die politische Gemeinde Gaal bestehend aus den Katastralgemeinden Gaal und Ingering II errichtet.
1865 folgte die Eingemeindung der aus den Katastralgemeinden Graden und Puchschachen bestehenden Gemeinde Puchschachen.
1812 übernahm die Zisterzienserabtei Stift Heiligenkreuz die Wasserberger Besitzungen und richtete die Forstverwaltung Wasserberg ein, die heute der bedeutendste Grundbesitzer der Gemeinde ist.

### Bevölkerungsentwicklung
Die Gemeinde hatte 2001 laut Volkszählung 1502 Einwohner, 97,7 % der Bevölkerung besaßen die österreichische Staatsbürgerschaft. Zur römisch-katholischen Kirche bekannten sich 93,9 % der Einwohner, zur evangelischen 1,5 %, 2,9 % waren ohne religiöses Bekenntnis.
Bevölkerungszahlen am 31. Oktober 2020:
- Personen mit Hauptwohnsitz: 1.339
- Personen mit Nebenwohnsitz: 132
- Haushalte: 520
- Wohngebäude: 455

## Kultur und Sehenswürdigkeiten

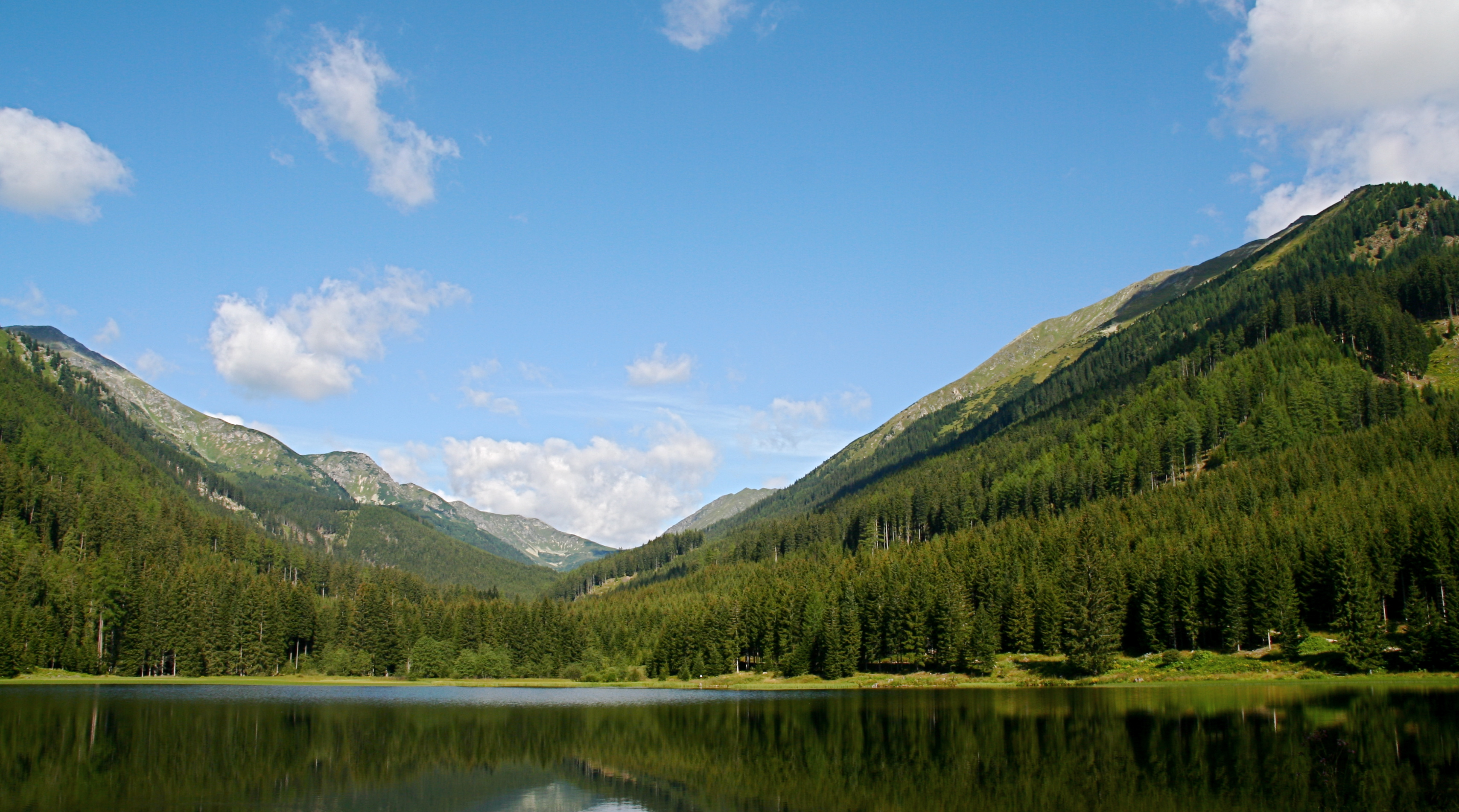
Ingeringsee

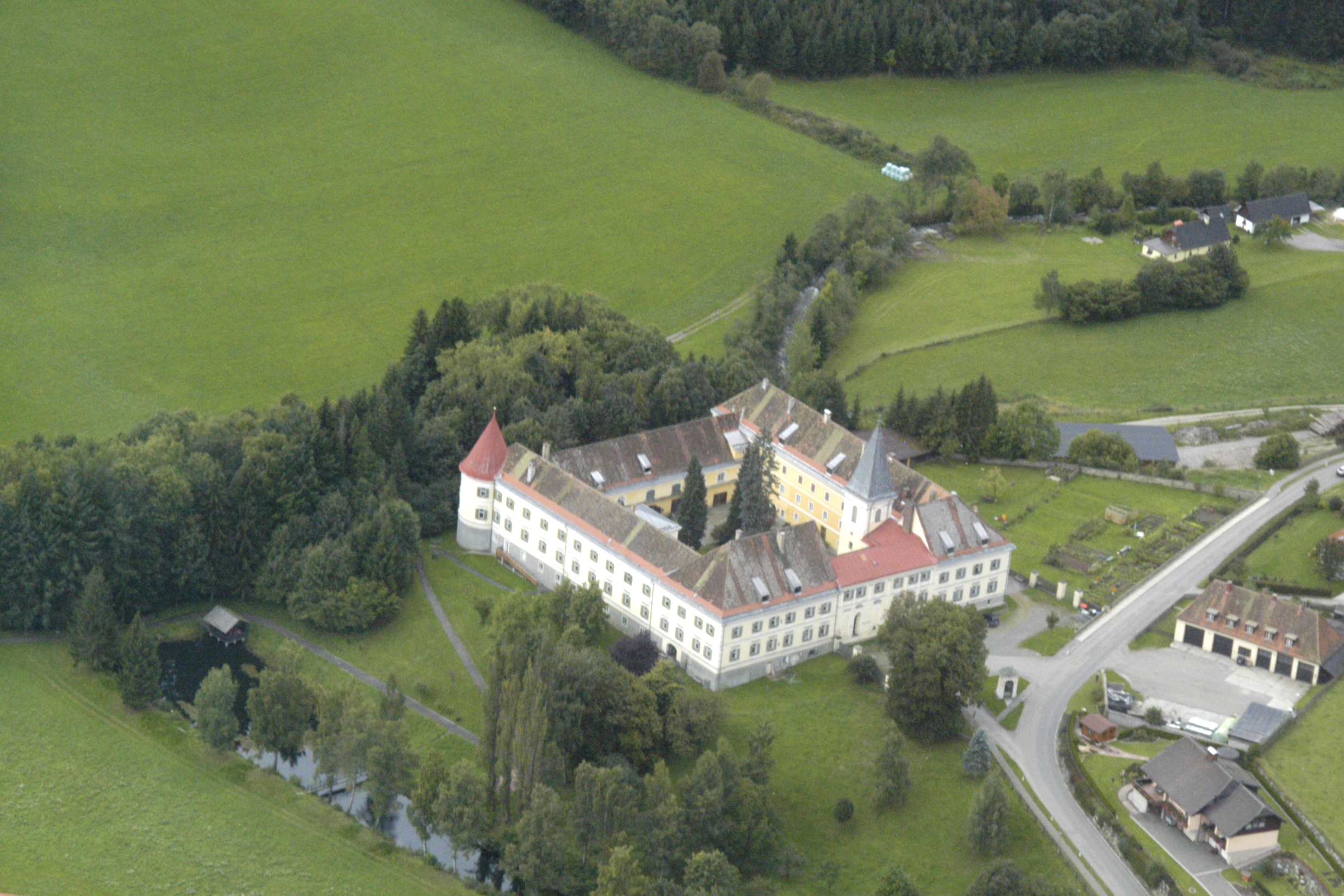
Schloss Wasserberg

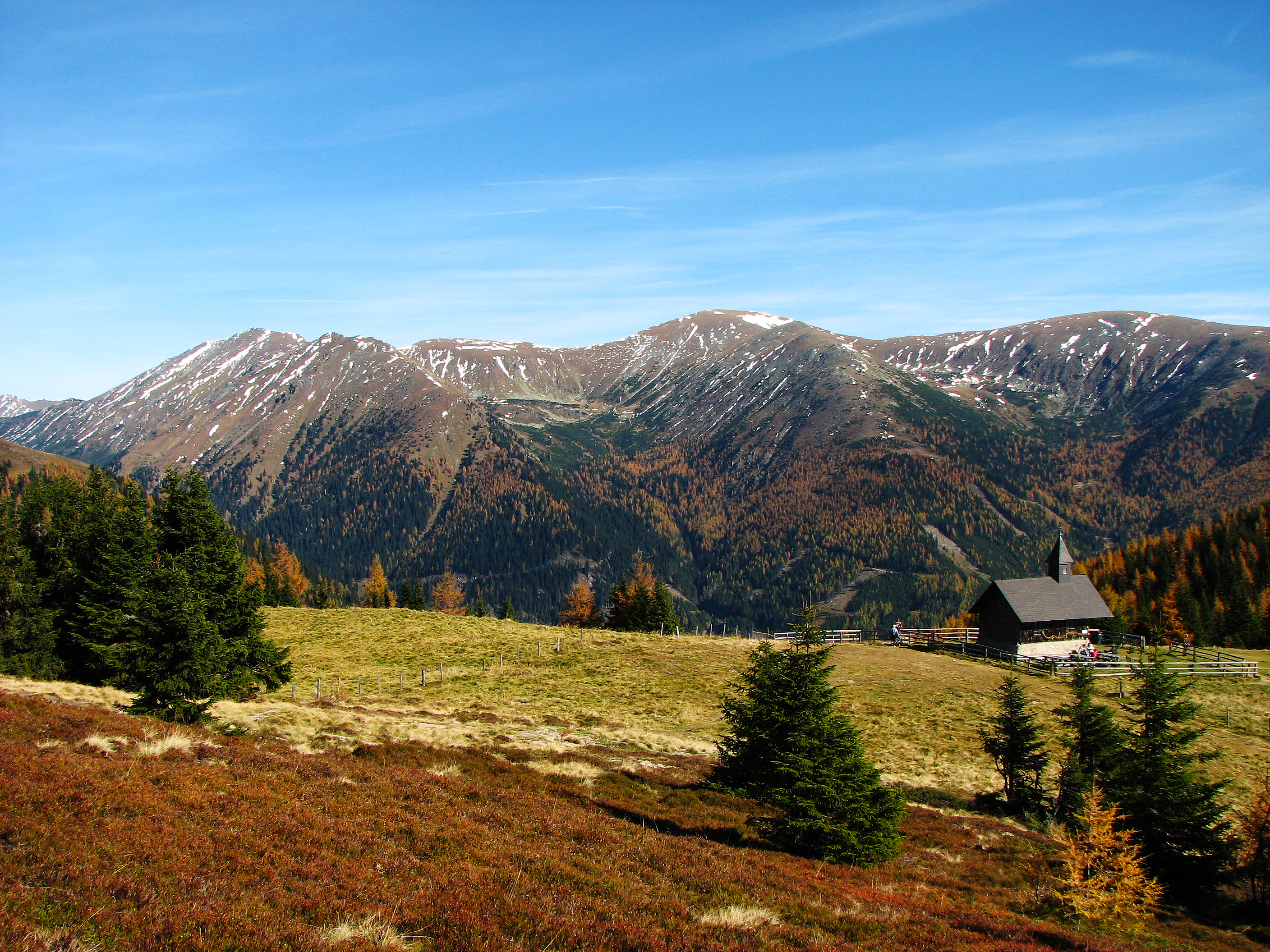
Maria Loretto Kapelle am Sommertörl unter dem Rosenkogel

- Ingeringsee: ein Bergsee mit einer Kapelle im Ingeringtal. Der Name Ingering ist bereits mehr als 2000 Jahre alt und wurde von den Einwohnern in vorrömischer Zeit vergeben. Der Name wurde im Jahr 860 erstmals als „Undrima“ urkundlich erfasst. Forschungen leiten diesen Namen aus einer indogermanischen Wurzel „du“ (Wasser) ab. Der Ingeringsee und die Bäche rundum haben zu dieser Namensgebung angeregt.
- VW-Käfermuseum: es behandelt das gleichnamige Fahrzeug. In der aktuellen Ausstellung befinden sich unter anderem ein Gelb-Schwarzer-Renner (Baujahr 1972, 125 PS, es wurden nur 3.500 Stück gebaut), ein Salzburgkäfer (Baujahr 1970, 125 PS, Rallye Käfer), ein „Hebmüller“ VW-Käfer-Cabrio (Baujahr 1951, 24,5 PS, nur noch 60 Stück vorhanden), ein VW-Schwimmwagen (Baujahr 1942–1945, 24,5 PS, Amphibienfahrzeug mit Allrad), ein VW-Bus Typ 2 T1 (Baujahr 1965, 44 PS, als Feuerwehrbus bis 1997 im Einsatz), und viele weitere.
- Schloss Wasserberg: um 1260 ließ Bischof Bernhard von Seckau es erbauen und über die Jahrhunderte war dieses in viele politische und kriegerische Ereignisse involviert. Kunsthistorisch bemerkenswert ist die Schlosskapelle, mit den spätgotischen Fresken (1492), die Wappensteine (15./19. Jh.), die Glocken (14./15. Jh.) sowie die barocke Kapelle vor dem Schloss, die Johannes Nepomuk-Kapelle. Seit 1913 ist das Schloss Wasserberg im Besitz des Stiftes Heiligenkreuz. Heute sind im Schloss die Forstverwaltung Wasserberg sowie Wohnungen untergebracht.
- Katholische Pfarrkirche Gaal hl. Petrus: die Kirche wurde vermutlich vom Bischof von Salzburg oder vielleicht auch schon vom Seckauer Stiftspropst um 1200 errichtet. Dafür spricht der romanische Ursprung der Pfarre. Nach dem Brand 1820 wurde die Kirche um barocke Außenfresken und dem Treppenbau erweitert. Die Fresken stammen aus dem Jahr 1757 und die Glasfenster wurden erst nach dem Zweiten Weltkrieg im März 1951 eingesetzt.
- Pirkachkapelle zur hl. Anna: in der Kapelle gibt es die Ausstellung „Glaubenszeichen und Wegkreuze in der Gaal“. Einer überlieferten Sage aus dem Mittelalter zufolge wurde in dieser Kapelle die Beichte abgenommen, bevor die Verurteilten auf Schloss Wasserberg hingerichtet wurden. Sie wurde 2013 renoviert.
- Maria-Loretto-Kapelle: sie befindet sich auf 1850 m Seehöhe und wurde 1935 von Gewerke Otto Zeilinger anstelle einer nach Blitzschlag im Ersten Weltkrieg niedergebrannten älteren Kapelle errichtet. Die Loretto-Kapelle ist ein einfacher Holzbau auf Steinfundamenten.

- Natur und Schutzgebiete: Die gesamte hintere Ingering und Teile der Gaal liegen in einem Landschaftsschutzgebiet.[6]

- Fauna: Hauptbewohner der Niederen Tauern sind Rotwild, Murmeltier, Gämse, Steinadler, Füchse, Kreuzotter, Marder und andere Kleinräuber. Steinböcke wurden in der Hinteren Gaal erfolgreich wiedereingebürgert.[7]

- Flora: Durch die Forstwirtschaft gibt es hauptsächlich Fichtenwälder. Mischwälder existieren aber in Verbindung mit der Lärche. Größere Laubbäume sind auf Tallagen beschränkt, dafür steigt die Grauerle an Bachläufen und wasserzügigen Hängen weit über die Waldgrenze hinaus. Die Latsche (Legföhre) bedeckt weite Teile der Hochtäler. Besonders bemerkenswert ist das Vorkommen des Sonnentaus, einer fleischfressenden Pflanze, im Pichlermoos. Das Pichlermoos[8] ist ein durch Entwässerung gefährdetes sauer-oligotrophes Latschen-Hochmoor mit niedrigem Fichtenbewuchs.[9] Unter den Blütenpflanzen gibt es Eisenhut, Gelber Enzian, Arnika und Fingerhut auch seltenere Pflanzen der Zentralalpen  wie Türkenbund- und Feuerlilie. In den niederen Lagen findet man in Feuchtwiesen Schwertlilien.[10]

## Wirtschaft und Infrastruktur
Gaal ist eine ländliche Gemeinde, in der Tourismus noch eine Nebenrolle spielt. 2020 gab es 110 land- und forstwirtschaftliche Betriebe, die sich in erster Linie auf Rinderzucht, Milchproduktion und Waldwirtschaft konzentrieren (57 % Vollerwerb, 37 % Nebenerwerb). Die Almen in der Gemeinde werden nicht nur von Einheimischen, sondern auch von etlichen Landwirten aus dem Aichfeld bewirtschaftet. Mit 11.650 ha ist die Forstverwaltung Wasserberg der mit Abstand bedeutendste Betrieb. In der Forstwirtschaft gab es in den letzten Jahren große Schäden durch ausgedehnte Windwürfe und die Bedrohung durch den Borkenkäfer nimmt zu.

### Verkehr
- Straße: Die Verkehrserschließung erfolgt über die Landesstraßen Gaalerstraße L 515 und Seckauerstraße L 517. Die Straße über das Sommertörl nach St. Oswald und die Zufahrt durch den Ingeringgraben zum Ingeringsee sind Staubstraßen mit Wintersperre.

### Tourismus
- Es gibt 225 Gästebetten. Davon sind die Hälfte Ferienwohnungen, ein Viertel sind Privatquartiere und Zimmer auf Bauernhöfen (Urlaub am Bauernhof) und ein Viertel sind Hotels und Pensionen. In der Gaal finden sich viele Einrichtungen für Sportler und Gäste, wie Schilifte, ein Sportzentrum mit Tennis-, Fußball- und Beachvolleyballplatz sowie einem Schwimmteich und Gasthäuser mit steirischen Spezialitäten. Im Sommer sind die Hochlagen der Gaal ein Ziel für Wanderer, Kletterer und Bergsteiger, während im Winter Schifahrer, Langläufer und Schitourengeher in die Gaal kommen. Der idyllisch gelegene Ingeringsee ist ein beliebtes Ausflugsziel für Familien.

- Durch Gaal führen zwei österreichische Weitwanderwege, der Zentralalpenweg und der Eisenwurzenweg sowie die internationale Via Alpina.

- Seit 2021 gehört die Gemeinde Gaal zum Tourismusverband Murtal.[13]

### Bildung
In der Gemeinde gibt es eine Volksschule, einen Kindergarten, einen Arzt, eine Bank, einen Nahversorger, eine Bäckerei, einige Dienstleistungsbetriebe und Gastronomie.

### Windenergie
Die Verbund AG hat 2021/2023 die Aufstellung von 8 Windkraftanlagen (WKA) auf der N–S-erstreckten Brandkuppe (1064 m, 4 km NNO Ortszentrum Gaal) mit 149 m Turmhöhe, 162 m Rotordurchmesser, knapp 50 MW
Gesamtleistung und 130 GWh Jahresertrag im Gemeindegebiet projektiert. Windmessungen dafür erfolgen am Ort seit 2022.
Für die Bewilligung wäre eine Umwidmung von Flächen nötig. Am Di., 23. Mai 2023 gab es eine öffentliche Projektvorstellung mit Diskussion. Der Verbund bot innerhalb der Gemeinde etwa 50 % Rabatt auf den Strompreis an. Eine Bürgerinitiative wandte sich gegen die Windräder. Der Bürgermeister Friedrich Fledl (ÖVP) schwieg zu den Plänen; er gab nicht bekannt, ob er dafür oder dagegen sei.
Am 11. Juni 2023 sprachen sich in einer Volksbefragung in Gaal bei rund 77 % Beteiligung 71,85 % gegen den Bau der Windkraftanlagen aus.

## Politik

### Gemeinderat
Der Gemeinderat hat 15 Mitglieder.
- Mit den Gemeinderatswahlen 2000 hatte der Gemeinderat folgende Verteilung: 11 ÖVP, 3 SPÖ und 1 FPÖ.
- Mit den Gemeinderatswahlen in der Steiermark 2005 hatte der Gemeinderat folgende Verteilung: 10 ÖVP und 5 SPÖ.[16]
- Mit den Gemeinderatswahlen in der Steiermark 2010 hatte der Gemeinderat folgende Verteilung: 9 ÖVP und 6 SPÖ.[17]
- Mit den Gemeinderatswahlen in der Steiermark 2015 hatte der Gemeinderat folgende Verteilung: 9 ÖVP, 5 SPÖ und 1 FPÖ.[18]
- Mit den Gemeinderatswahlen in der Steiermark 2020 hat der Gemeinderat folgende Verteilung: 11 ÖVP und 4 SPÖ.[19]

### Bürgermeister
- bis 2009 Peter Gruber (ÖVP)
- 2009–2012 Harald Schlager (ÖVP)
- 2012–2024 Friedrich Fledl (ÖVP)[20]
- seit 2024 Heribert Kranz (ÖVP)[21]

### Wappen
Blasonierung (Wappenbeschreibung):
„In einem durch einen wasserfarbenen Wellenbalken von Blau zu Schwarz geteilten Schild oben zwei durch eine silberne Zinnenmauer verbundene gequaderte, gezinnte silberne Türme, unten ein goldener Schrägrechtsbalken.“
Die Verleihung des Gemeindewappens erfolgte mit Wirkung vom 1. August 1968. Das obere Feld weist auf die vom Ingeringbach umflossene Burg Wasserberg hin, den historischen Kernpunkt des Tales. Die Farben des unteren Feldes sind die des Geschlechtes der Galler, dem der berühmte steirische Reimchronist Otacher ouz der Gevl (um 1300) entstammt, und das als Grafenhaus noch heute blüht.

### Partnergemeinden
- Gyenesdiás, Ungarn

## Persönlichkeiten

### Ehrenbürger
- 1872: Johann Alois Zeilinger, Gewerke
- 1912: Johann Musenbichler, Gemeindevorsteher von Gaal 1890–1912
- 1916: Oskar Kordin, Oberkommissär
- 1918: Johann Niemetz, Tierarzt
- 1922: Markus Michl, Leiter der polit. Expositur Knittelfeld
- 1967: Josef Krainer senior, Landeshauptmann
- 1975: Friedrich Niederl, Landeshauptmann
- 1983: Josef Schreibmaier, Bürgermeister von Gaal (1960–1983)
- 1985: Josef Krainer junior, Landeshauptmann
- 1999: Gustav Hopf, Bürgermeister von Gaal (1983–1999)

### Söhne und Töchter der Gemeinde
- Hermann Aust (1885–1955), Vizebürgermeister Graz
- Rudolf Mitteregger (1944–2024), Radrennfahrer
- Werner Vogel (* 1948), Langläufer
- Bernd Jeschek (* 1949), Schauspieler
- Otto Kargl (* 1957), Domkapellmeister in St. Pölten
- Anton Othmar Sollfelner (* 1935), Klarinettist, Komponist, Militärkapellmeister[23]